# An Claidheamh Soluis
An Claidheamh Soluis (pronunciació IPA: [ɒn 'kliːʌv 'sʌlɪʃ], "L'espasa de llum") fou un diari nacionalista irlandès publicat a començament del segle xx per la Conradh na Gaeilge (Lliga Gaèlica) amb intenció de ser el primer publicat totalment en gaèlic irlandès. El seu primer editor fou Eoin MacNeill de 1899 a 1901. El 1900 la Lliga Gaèlica va adquirir la publicació Fáinne an Lae i va unificar les dues publicacions sota el nom An Claidheamh Soluis agus Fáinne an Lae.
Entre 1903 i 1909 fou editat per Padráig Pearse, un educador i nacionalista irlandès que més tard fou una de les figures clau de l'Aixecament de Pasqua de 1916. El diari fou editat novament sota els noms Fáinne an Lae (1918–19, 1922–30) i Misneach (1919–22), recuperant el nom An Claidheamh Soluis el 1930–1. Deixà de publicar-se el 1932.